# Sasha (álbum de 1987)
Sasha es el álbum debut homónimo de la cantante Sasha Sokol, lanzado al mercado en el mes de octubre de 1987 por el sello discográfico de Melody Records. Los sencillos "No Me Extraña Nada," "Rueda Mi Mente," "Guerra Total," "Típico" y "La Leyenda" se convierten en todo un éxito, convirtiendo a Sasha en la famosa "Dama de Negro." Este disco es uno de los más vendidos en el año de 1987 y 1988 y llegó a ventas de más de 200,000 en México y obtiene dos discos de oro.  Se editó originalmente en CD, LP y CASS. El álbum ocupa el puesto #42 de la lista de los 50 mejores discos de rock y pop mexicano según la revista Switch en el año 2000. 

## Lista de canciones

### Lado A
| N.º | Título               | Escritor(es)                | Duración |  |
| 1.  | «No me extraña nada» | Fernando Riba / Kiko Campos | 3:18     |  |
| 2.  | «Rueda mi mente»     | Fernando Riba / Kiko Campos | 3:04     |  |
| 3.  | «Guerra total»       | O. Jasso / H. Meneses       | 3:10     |  |
| 4.  | «La leyenda»         | Fernando Riba / Kiko Campos | 3:45     |  |
| 5.  | «Nada que decirnos»  | H. Meneses                  | 3:20     |  |

### Lado B
| N.º | Título                                        | Escritor(es)                                | Duración |  |
| 6.  | «Típico»                                      | Fernando Riba / Kiko Campos                 | 2:40     |  |
| 7.  | «Dos extraños y una noche (There's the girl)» | N. Wilson / H. knight / Adap. Fernando Riba | 3:25     |  |
| 8.  | «Alborada»                                    | Fernando Riba / Kiko Campos                 | 3:40     |  |
| 9.  | «Anónima»                                     | Alejandro Filio                             | 2:38     |  |
| 10. | «Después de la función»                       | Áureo Baqueiro                              | 3:50     |  |

## Arreglos
- "No Me Extraña Nada", "Rueda Mi Mente", "La Leyenda", "Típico" y "Alborada:" Kiko Campos.
- "Guerra Total:" Omar Jasso.
- "Nada Que Decirnos" y "Dos Extraños y Una Noche:" Samuel Zarzosa.
- "Anónima" y "Después De La Función:" Betuco.
- Grabado y mezclado en Pro-Audio por: Everardo Cano y Sergio Garza.

## Posicionamiento en listas
| Publicación | País   | Premio                                        | Año  | Puesto |
| ----------- | ------ | --------------------------------------------- | ---- | ------ |
| Switch      | México | Los 50 mejores discos del rock y pop mexicano | 2000 | 42     |